# Amburana cearensis
Amburana cearensis là một loài thực vật có hoa trong họ Đậu. Loài này được (Allemao) A.C.Sm. miêu tả khoa học đầu tiên.

## Hình ảnh

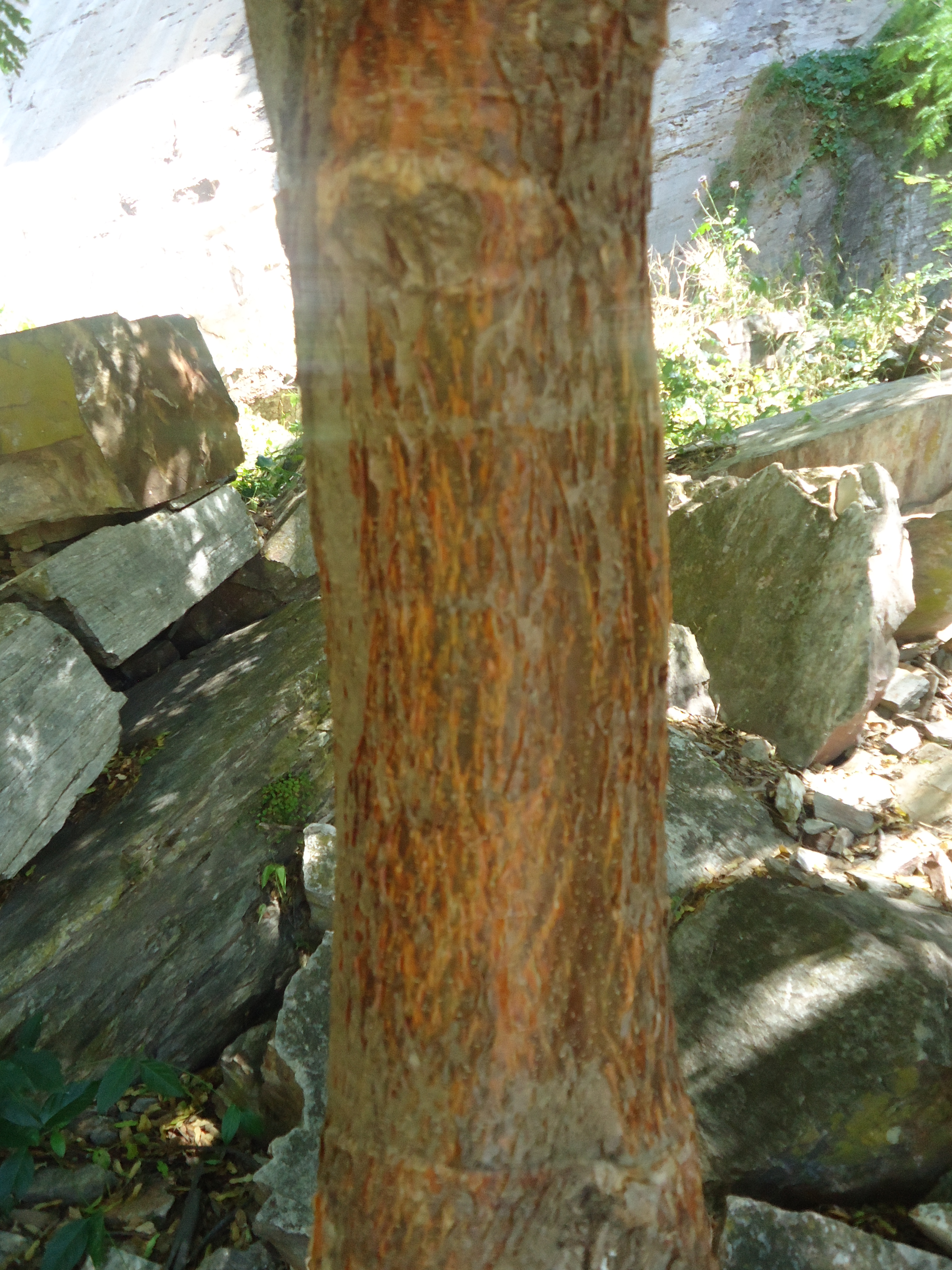
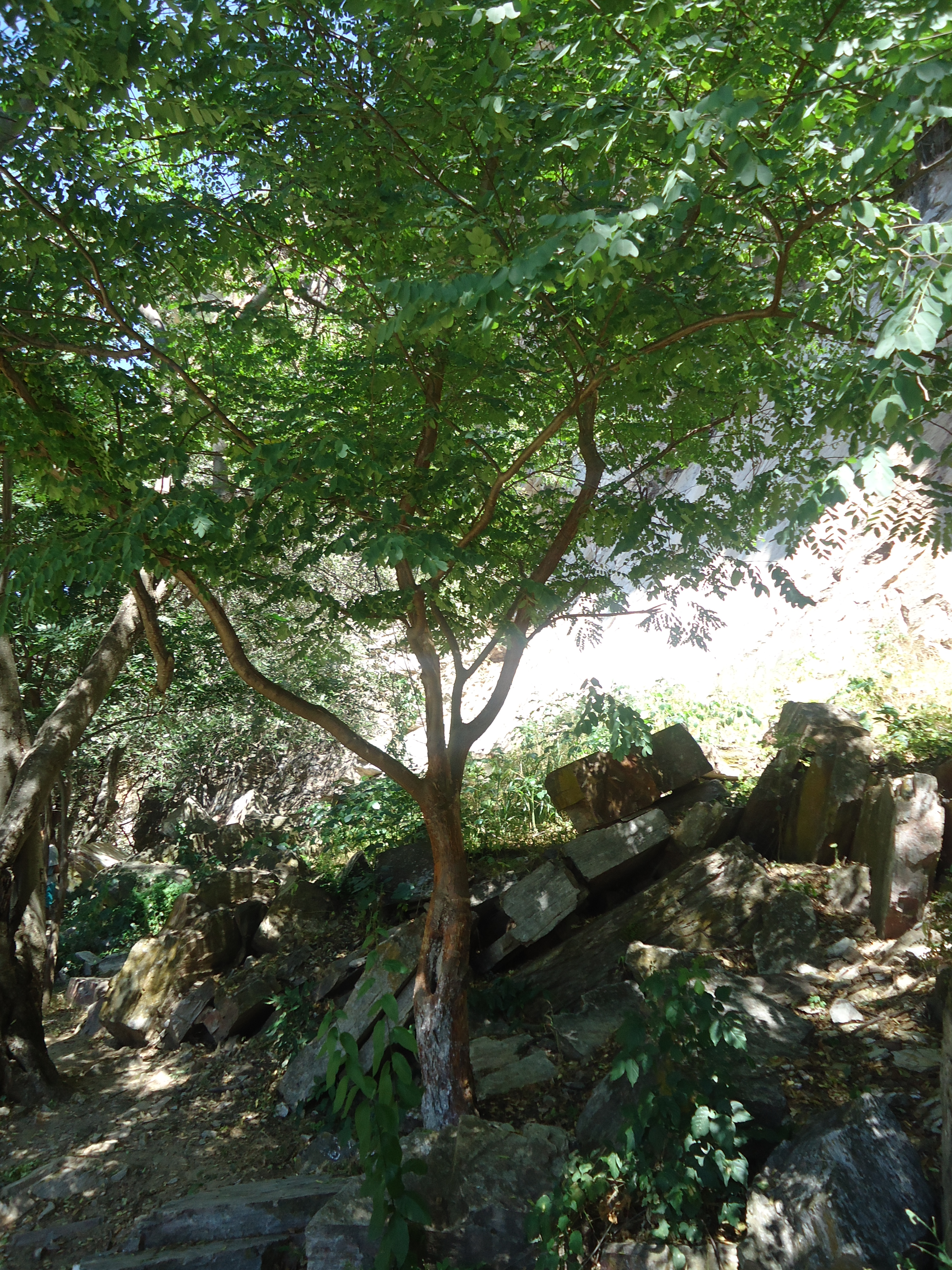